# Luceau
Luceau és un municipi francès situat al departament del Sarthe i a la regió de País del Loira. L'any 2007 tenia 1.202 habitants.

## Demografia

### Població
El 2007 la població de fet de Luceau era de 1.202 persones. Hi havia 468 famílies de les quals 94 eren unipersonals (49 homes vivint sols i 45 dones vivint soles), 179 parelles sense fills, 179 parelles amb fills i 16 famílies monoparentals amb fills.
La població ha evolucionat segons el següent gràfic:
Habitants censats

### Habitatges
El 2007 hi havia 539 habitatges, 470 eren l'habitatge principal de la família, 53 eren segones residències i 17 estaven desocupats. 516 eren cases i 20 eren apartaments. Dels 470 habitatges principals, 377 estaven ocupats pels seus propietaris, 75 estaven llogats i ocupats pels llogaters i 18 estaven cedits a títol gratuït; 3 tenien una cambra, 24 en tenien dues, 71 en tenien tres, 123 en tenien quatre i 248 en tenien cinc o més. 397 habitatges disposaven pel capbaix d'una plaça de pàrquing. A 191 habitatges hi havia un automòbil i a 240 n'hi havia dos o més.

### Piràmide de població
La piràmide de població per edats i sexe el 2009 era:
| Homes | Edats   | Dones |
| ----- | ------- | ----- |
| 0     | 95 o +  | 0     |
| 4     | 90 a 94 | 0     |
| 4     | 85 a 89 | 12    |
| 8     | 80 a 84 | 4     |
| 24    | 75 a 79 | 16    |
| 32    | 70 a 74 | 32    |
| 36    | 65 a 69 | 36    |
| 12    | 60 a 64 | 24    |
| 20    | 55 a 59 | 12    |
| 44    | 50 a 54 | 40    |
| 84    | 45 a 49 | 68    |
| 20    | 40 a 44 | 36    |
| 32    | 35 a 39 | 24    |
| 20    | 30 a 34 | 32    |
| 12    | 25 a 29 | 16    |
| 36    | 20 a 24 | 24    |
| 72    | 15 a 19 | 16    |
| 16    | 10 a 14 | 40    |
| 20    | 5 a 9   | 16    |
| 24    | 0 a 4   | 28    |

## Economia
El 2007 la població en edat de treballar era de 729 persones, 545 eren actives i 184 eren inactives. De les 545 persones actives 502 estaven ocupades (278 homes i 224 dones) i 44 estaven aturades (15 homes i 29 dones). De les 184 persones inactives 60 estaven jubilades, 51 estaven estudiant i 73 estaven classificades com a «altres inactius».

### Ingressos
El 2009 a Luceau hi havia 476 unitats fiscals que integraven 1.205,5 persones, la mediana anual d'ingressos fiscals per persona era de 17.697 €.

### Activitats econòmiques
Dels 57 establiments que hi havia el 2007, 2 eren d'empreses extractives, 2 d'empreses de fabricació de material elèctric, 1 d'una empresa de fabricació d'elements pel transport, 6 d'empreses de fabricació d'altres productes industrials, 10 d'empreses de construcció, 19 d'empreses de comerç i reparació d'automòbils, 1 d'una empresa de transport, 2 d'empreses d'hostatgeria i restauració, 1 d'una empresa d'informació i comunicació, 3 d'empreses financeres, 2 d'empreses immobiliàries, 3 d'empreses de serveis, 2 d'entitats de l'administració pública i 3 d'empreses classificades com a «altres activitats de serveis».
Dels 21 establiments de servei als particulars que hi havia el 2009, 1 era una gendarmeria, 8 tallers de reparació d'automòbils i de material agrícola, 2 paletes, 1 guixaire pintor, 3 fusteries, 2 lampisteries, 1 electricista, 1 perruqueria i 2 restaurants.
Dels 4 establiments comercials que hi havia el 2009, 1 era un supermercat, 1 una botiga de roba, 1 una botiga de material de revestiment de parets i terra i 1 un drogueria.
L'any 2000 a Luceau hi havia 27 explotacions agrícoles que ocupaven un total de 790 hectàrees.

## Equipaments sanitaris i escolars
El 2009 hi havia una escola elemental.

## Poblacions més properes
El següent diagrama mostra les poblacions més properes.